# Václav Herzán
Václav Herzán (4. února 1925 Újezdce – 7. září 1989 Výčapy) byl český voják a dělník.

## Biografie
Václav Herzán se narodil v české rodině v roce 1925 ve Volyňské oblasti, v obci Újezdce (Ujizdci), asi 15 km jižně od města Rovno. Jeho otec byl řezníkem, měl dva bratry a dvě sestry. V roce 1944 nastoupil do československé armády, dne 15. března 1944 společně s oběma bratry narukoval do armády, on do tankového praporu, bratři do pěšího praporu. Ve městě Rovno absolvoval výcvik, přísahu složil v Lucku. Bojoval v dukelském průsmyku a 19. září téhož roku společně s dalšími vojáky osvobodil Duklu a byl raněn. Prošel boji mezi Popradem, Liptovským Mikulášem, Ružomberkem, Martinem, Vrútky, Strečnem, Žilinou a dostal se nakonec do Kroměříže, odkud armáda odešla do Prahy.
Po skončení druhé světové války se vrátil zpět do Újezdců, jeho bratři zahynuli a spolu s rodiči a sestrami odešel do Československa. V roce 1947 se rodina usadila v západních Čechách v obci Podlesí. Po několika letech, po vážném onemocnění otce, rodina odešla na otcovo přání do Kotopek. V roce 1966 se Václav Herzán oženil, vzal si Amálii Šárkovou z Výčap, kam s ní odešel. Až do odchodu do důchodu pracoval jako dělník v míchárně hnojiv v Zemědělském nákupním a zásobováním závodě. V důchodu pak pracoval ve stavební skupině výčapského JZD a dobrovolně pomáhal při pracích v obci. Zemřel v roce 1989.
Obdržel Československý válečný kříž 1939, medaili Za vítězství nad fašistickým Německem, pamětní medaili se štítkem SSSR, Polskou stříbrnou medaili a další vyznamenání.